# Plagiotrochus fonscolombei
Plagiotrochus fonscolombei is een vliesvleugelig insect uit de familie van de echte galwespen (Cynipidae). De wetenschappelijke naam van de soort is voor het eerst geldig gepubliceerd in 1900 door Kieffer.